# Liste der Kulturdenkmale in Kretzschau
In der Liste der Kulturdenkmale in Kretzschau sind alle Kulturdenkmale der Gemeinde Kretzschau und ihrer Ortsteile aufgelistet. Grundlage ist das Denkmalverzeichnis des Landes Sachsen-Anhalt, das auf Basis des Denkmalschutzgesetzes des Landes Sachsen-Anhalt vom 21. Oktober 1991 durch das Landesamt für Denkmalpflege und Archäologie Sachsen-Anhalt erstellt und seither laufend ergänzt wurde (Stand: 31. Dezember 2022).

## Kulturdenkmale nach Ortsteilen

### Döschwitz
| Lage                                                                                | Bezeichnung    | Beschreibung | Erfassungs- nummer | Ausweisungsart | Bild      |
| ----------------------------------------------------------------------------------- | -------------- | ------------ | ------------------ | -------------- | --------- |
| Am Berge 12 (Karte)                                                                 | Bauernhof      |              | 094 86754          | Baudenkmal     | Bauernhof |
| Am Berge 6, 7, 12, Meierhof 1 Einmündung Bergstraße, Meierhof und Mühlenweg (Karte) | Platz          |              | 094 85273          | Denkmalbereich | BW        |
| Dorfstraße 21 (neben) (Karte)                                                       | Kriegerdenkmal |              | 094 85277          | Baudenkmal     | BW        |
| Dorfstraße 18 (Karte)                                                               | Bauernhof      |              | 094 85274          | Baudenkmal     | BW        |
| Meierhof nordöstlich am Hang über dem Meierhof 3 (Pfarrhaus) (Karte)                | Kirche         |              | 094 85276          | Baudenkmal     | Kirche    |
| Meierhof 1 (Karte)                                                                  | Bauernhof      |              | 094 13952          | Baudenkmal     | Bauernhof |
| Meierhof 2 (Karte)                                                                  | Bauernhof      |              | 094 13953          | Baudenkmal     | Bauernhof |
| Meierhof 3 (Karte)                                                                  | Pfarrhaus      |              | 094 13954          | Baudenkmal     | Pfarrhaus |
| Naumburger Straße 10 (Karte)                                                        | Gasthof        |              | 094 85279          | Baudenkmal     | BW        |

### Gladitz
| Lage                                         | Bezeichnung    | Beschreibung | Erfassungs- nummer | Ausweisungsart | Bild           |
| -------------------------------------------- | -------------- | --- | ------------------ | -------------- | -------------- |
| Am Grazilbach 17 (Karte)                     | Bauernhof      | | 094 85285          | Baudenkmal     | BW             |
| Luckenauer Straße (Karte)                    | Kriegerdenkmal | Denkmal für die Gefallenen beider Weltkriege in Galditz; Natursteinsockel mit größeren Findling und Widmungsplatten östlich an Luckenauer Straße, neben Einmündung Schulstraße | 094 85286          | Baudenkmal     | Weitere Bilder |
| Luckenauer Straße 48, Schulstraße 50 (Karte) | Gutshof        | | 094 85280          | Baudenkmal     | Weitere Bilder |
| Schulstraße 2, 3 (Karte)                     | Platz          | am nordöstlicher Ortsrand gelegen denkmalgeschützter Platz, bestehend aus: - Gehöft, Schulstraße 2 - Pfarrhof und Nebengebäude, Schulstraße 3, - Kirche Gladitz und Kirchhof - Platz südlich der Kirche mit Naturdenkmal „Winterlinde Gladitz“ - als Denkmal gestaltete Reste der 1986 eingestürzten Kirchturmspitze | 094 85287          | Denkmalbereich | Weitere Bilder |
| Schulstraße 3 (neben) (Karte)                | Kirche         | | 094 85713          | Baudenkmal     | Weitere Bilder |
| Schulstraße 3 (Karte)                        | Pfarrhof       | östlich neben der Kirche gelegenes Pfarrhaus mit Fachwerk-Nebengebäude | 094 85711          | Baudenkmal     | Weitere Bilder |
| Schulstraße 12 (Karte)                       | Bauernhof      | Alte Böttcherei | 094 85282          | Baudenkmal     | BW             |
| Wiesenweg 25 (Karte)                         | Wohnhaus       | Untermühle | 094 85281          | Baudenkmal     | BW             |

### Grana
| Lage                                 | Bezeichnung      | Beschreibung | Erfassungs- nummer | Ausweisungsart               | Bild  |
| ------------------------------------ | ---------------- | --- | ------------------ | ---------------------------- | ----- |
| (Karte)                              | Elsterfloßgraben | Kanal Wird als Teilobjekt des Elsterfloßgrabens geführt. In der Vergangenheit bestand auch die Erfassungsnummer 094 86636. | 094 66211 005      | Teilobjekt eines Baudenkmals | BW    |
| Alte Schulstraße 16 (Karte)          | Villa            | Villa | 094 85919          | Baudenkmal                   | Villa |
| Alte Schulstraße 20 (Karte)          | Bauernhof        | Bauernhof | 094 85920          | Baudenkmal                   | BW    |
| Alte Schulstraße 22 (Karte)          | Bauernhof        | | 094 85921          | Baudenkmal                   | BW    |
| B 180 (Karte)                        | Wegweiser        | auf der Verkehrsinsel Naumburger Straße / Einmündung Kreisstraße                                                           | 094 85553          | Baudenkmal                   | BW    |
| B 180, Hasselweg Straßenecke (Karte) | Kriegerdenkmal   | | 094 85922          | Baudenkmal                   | BW    |
| B 2 (Karte)                          | Wasserturm       | Wasserturm am ehemaligen Schacht „Neue Sorge“                                                                              | 094 86792          | Baudenkmal                   | BW    |
| Bergstraße 11 (Karte)                | Ziegelei         | Kasseler Ofen, Zweikammerofen der ehem. Ziegelei Heier                                                                     | 094 85918          | Baudenkmal                   | BW    |
| Kreisstraße 1 (Karte)                | Wohnhaus         | | 094 85923          | Baudenkmal                   | BW    |
| Kreisstraße 1 (vor) (Karte)          | Distanzstein     | |                    | Kleindenkmal                 | BW    |

### Groitzschen
| Lage                 | Bezeichnung | Beschreibung                             | Erfassungs- nummer | Ausweisungsart | Bild   |
| -------------------- | ----------- | ---------------------------------------- | ------------------ | -------------- | ------ |
| Altes Werk 2 (Karte) | Fabrik      | Brikettfabrik und Schwelerei Groitzschen | 094 86594          | Baudenkmal     | Fabrik |

### Hollsteitz
| Lage | Bezeichnung        | Beschreibung | Erfassungs- nummer | Ausweisungsart | Bild           |
| --- | ------------------ | ------------ | ------------------ | -------------- | -------------- |
| Am Park 1, 49, Gladitzer Weg, o. Nr. nördlich vom Gutshaus (Karte)                                           | Gutshof            |              | 094 85295          | Baudenkmal     | Gutshof        |
| B 180 westlich der Ortslage, 100 m westlich des Abzweigs zum Gewerbegebiet Döschwitz, nördliche Straßenseite | Distanzstein       | 819          | 094 86586          | Baudenkmal     |                |
| Gladitzer Weg am nordöstlichen Ortsrand (Karte)                                                              | Friedhof           |              | 094 85293          | Baudenkmal     | Friedhof       |
| Gladitzer Weg (Karte)                                                                                        | Kirche             |              | 094 85292          | Baudenkmal     | Weitere Bilder |
| Gladitzer Weg 3 (Karte)                                                                                      | Wirtschaftsgebäude |              | 094 85298          | Baudenkmal     | BW             |
| Gladitzer Weg 6 (Karte)                                                                                      | Bauernhof          |              | 094 85297          | Baudenkmal     | BW             |
| Gladitzer Weg 4, 5 (Karte)                                                                                   | Bauernhof          |              | 094 85296          | Baudenkmal     | BW             |
| Gladitzer Weg 46 (Karte)                                                                                     | Tagelöhnerhaus     |              | 094 85294          | Baudenkmal     | BW             |
| Schenkenberg etwa 30 m auf der linken Seite vor der Kreuzung Lagnitzer/Schwöditzer Weg (Karte)               | Kriegerdenkmal     |              | 094 86581          | Baudenkmal     | BW             |
| Schenkenberg 12 (Karte)                                                                                      | Bauernhof          |              | 094 85289          | Baudenkmal     | BW             |
| Schenkenberg 17 (Karte)                                                                                      | Bauernhof          |              | 094 85299          | Baudenkmal     | BW             |
| Schenkenberg 38 (Karte)                                                                                      | Wohnhaus           |              | 094 85288          | Baudenkmal     | BW             |
| Schwöditzer Weg 27 (Karte)                                                                                   | Bauernhof          |              | 094 85290          | Baudenkmal     | BW             |

### Kirchsteitz
| Lage                                      | Bezeichnung | Beschreibung | Erfassungs- nummer | Ausweisungsart | Bild           |
| ----------------------------------------- | ----------- | ------------ | ------------------ | -------------- | -------------- |
| Droyßiger Weg westlicher Ortsrand (Karte) | Kirche      |              | 094 85302          | Baudenkmal     | Weitere Bilder |
| Droyßiger Weg 12 (Karte)                  | Bauernhof   |              | 094 85303          | Baudenkmal     | BW             |
| Döschwitzer Straße 1 (Karte)              | Gutshaus    |              | 094 85300          | Baudenkmal     | BW             |
| Döschwitzer Straße 3 (Karte)              | Wohnhaus    |              | 094 85301          | Baudenkmal     | BW             |

### Kleinosida
| Lage                  | Bezeichnung      | Beschreibung | Erfassungs- nummer | Ausweisungsart               | Bild     |
| --------------------- | ---------------- | --- | ------------------ | ---------------------------- | -------- |
| (Karte)               | Elsterfloßgraben | Kanal Wird als Teilobjekt des Elsterfloßgrabens geführt. In der Vergangenheit bestand auch die Erfassungsnummer 094 86637. | 094 66211 006      | Teilobjekt eines Baudenkmals | BW       |
| Dorfstraße 7 (Karte)  | Bauernhof        | Bauernhof | 094 85924          | Baudenkmal                   | BW       |
| Dorfstraße 10 (Karte) | Wohnturm         | | 094 85925          | Baudenkmal                   | Wohnturm |

### Kretzschau
| Lage                                                          | Bezeichnung             | Beschreibung                                         | Erfassungs- nummer | Ausweisungsart | Bild           |
| ------------------------------------------------------------- | ----------------------- | ---------------------------------------------------- | ------------------ | -------------- | -------------- |
| Am Anger 2 (Karte)                                            | Wohnhaus                |                                                      | 094 86019          | Baudenkmal     | BW             |
| Dorflage 13 ehem. Groitzschen (Karte)                         | Wohnhaus                |                                                      | 094 86045          | Baudenkmal     | BW             |
| Dorflage 15 ehem. Groitzschen (Karte)                         | Bauernhof               |                                                      | 094 86047          | Baudenkmal     | BW             |
| Dorflage 17 ehem. Groitzschen (Karte)                         | Wirtschaftsgebäude      |                                                      | 094 86048          | Baudenkmal     | BW             |
| Hauptstraße Ernst-Thälmann-Park, gegenüber Nr. 31, 32 (Karte) | Gedenkstätte            | Denkmal für die Gefallenen des 1. und 2. Weltkrieges | 094 86585          | Baudenkmal     | BW             |
| Hauptstraße 5 (Karte)                                         | Bauernhof               |                                                      | 094 86018          | Baudenkmal     | BW             |
| Hauptstraße 15 (Karte)                                        | Pfarrhaus               |                                                      | 094 86020          | Baudenkmal     | BW             |
| Hauptstraße 18 (Karte)                                        | Wohnhaus                |                                                      | 094 86023          | Baudenkmal     | Wohnhaus       |
| Hauptstraße 19 (Karte)                                        | Wohn- und Geschäftshaus |                                                      | 094 86024          | Baudenkmal     | BW             |
| Hauptstraße 40/41 (Karte)                                     | Wohnhaus                |                                                      | 094 86025          | Baudenkmal     | BW             |
| Kirchplatz Platzmitte (Karte)                                 | Kirche                  |                                                      | 094 86027          | Baudenkmal     | Weitere Bilder |
| Kirchplatz 4 (Karte)                                          | Bauernhof               |                                                      | 094 86044          | Baudenkmal     | Bauernhof      |
| Kirchplatz 8 (Karte)                                          | Bauernhof               |                                                      | 094 86028          | Baudenkmal     | BW             |
| Kirchplatz 9 (Karte)                                          | Bauernhof               |                                                      | 094 86029          | Baudenkmal     | BW             |
| Mühlstraße 7 (Karte)                                          | Wohnhaus                |                                                      | 094 86030          | Baudenkmal     | BW             |
| Mühlstraße 9 (Karte)                                          | Scheune                 |                                                      | 094 86031          | Baudenkmal     | BW             |
| Mühlstraße 10 (Karte)                                         | Bauernhof               |                                                      | 094 86032          | Baudenkmal     | BW             |
| Oststraße 2 (Karte)                                           | Wohnhaus                |                                                      | 094 86034          | Baudenkmal     | BW             |
| Oststraße 3 (Karte)                                           | Wohnhaus                |                                                      | 094 86035          | Baudenkmal     | BW             |
| Oststraße 6 (Karte)                                           | Wohnhaus                |                                                      | 094 86036          | Baudenkmal     | Wohnhaus       |
| Oststraße 11 (Karte)                                          | Bauernhof               |                                                      | 094 86037          | Baudenkmal     | BW             |
| Oststraße 13 (Karte)                                          | Bauernhof               |                                                      | 094 86038          | Baudenkmal     | BW             |
| Oststraße 17 (Karte)                                          | Bauernhof               |                                                      | 094 86039          | Baudenkmal     | BW             |
| Südstraße 8 (Karte)                                           | Bauernhof               |                                                      | 094 86040          | Baudenkmal     | BW             |
| Weststraße 1 (Karte)                                          | Bauernhof               |                                                      | 094 86041          | Baudenkmal     | BW             |
| Weststraße 2 (Karte)                                          | Bauernhof               |                                                      | 094 86042          | Baudenkmal     | BW             |
| Weststraße 6 (Karte)                                          | Wohnhaus                |                                                      | 094 86043          | Baudenkmal     | BW             |
| Zeitzer Straße 26 (Karte)                                     | Wohnhaus                |                                                      | 094 86033          | Baudenkmal     | BW             |

### Mannsdorf
| Lage                     | Bezeichnung | Beschreibung | Erfassungs- nummer | Ausweisungsart | Bild |
| ------------------------ | ----------- | ------------ | ------------------ | -------------- | ---- |
| Borngasse 16 (Karte)     | Bauernhof   |              | 094 85926          | Baudenkmal     | BW   |
| Borngasse 18 (Karte)     | Wohnhaus    |              | 094 85927          | Baudenkmal     | BW   |
| Straße der LPG 1 (Karte) | Gutshof     |              | 094 85928          | Baudenkmal     | BW   |

### Näthern
| Lage              | Bezeichnung      | Beschreibung | Erfassungs- nummer | Ausweisungsart               | Bild      |
| ----------------- | ---------------- | --- | ------------------ | ---------------------------- | --------- |
| (Karte)           | Elsterfloßgraben | Kanal Wird als Teilobjekt des Elsterfloßgrabens geführt. In der Vergangenheit bestand auch die Erfassungsnummer 094 86640. | 094 66211 007      | Teilobjekt eines Baudenkmals | BW        |
| Näthern 7 (Karte) | Rittergut        | Rittergut | 094 86049          | Baudenkmal                   | Rittergut |

### Salsitz
| Lage                                      | Bezeichnung      | Beschreibung | Erfassungs- nummer | Ausweisungsart               | Bild           |
| ----------------------------------------- | ---------------- | --- | ------------------ | ---------------------------- | -------------- |
| (Karte)                                   | Elsterfloßgraben | Kanal Wird als Teilobjekt des Elsterfloßgrabens geführt. In der Vergangenheit bestand auch die Erfassungsnummer 094 86697. | 094 66211 016      | Teilobjekt eines Baudenkmals | BW             |
| Alte Dorfstraße 24 (Karte)                | Toranlage        | | 094 85929          | Baudenkmal                   | BW             |
| Alte Dorfstraße 27 (Karte)                | Mauer            | Mauer | 094 86593          | Baudenkmal                   | BW             |
| Krutegasse 31 (Karte)                     | Toranlage        | | 094 85935          | Baudenkmal                   | BW             |
| Landstraße westlicher Ortsausgang (Karte) | Distanzstein     | | 094 85932          | Baudenkmal                   | BW             |
| Landstraße am westlichen Ortsrand (Karte) | Friedhof         | | 094 85933          | Baudenkmal                   | BW             |
| Landstraße westlich Nr. 8 (Karte)         | Keller           | | 094 85931          | Baudenkmal                   | BW             |
| Landstraße 2 (Karte)                      | Gutshaus         | Landhaus Salsitz-Neuhaus                                                                                                   | 094 85934          | Baudenkmal                   | Gutshaus       |
| Landstraße 6 (Karte)                      | Schmiede         | | 094 85930          | Baudenkmal                   | BW             |
| Schulweg (Karte)                          | Kirche           | | 094 85939          | Baudenkmal                   | Weitere Bilder |
| Schulweg 38 (Karte)                       | Wohnhaus         | | 094 85936          | Baudenkmal                   | BW             |
| Schulweg 39 (Karte)                       | Bauernhof        | | 094 85937          | Baudenkmal                   | BW             |
| Schulweg 41 (Karte)                       | Pfarrhof         | | 094 85938          | Baudenkmal                   | BW             |
| Schulweg 44 (Karte)                       | Gutshof          | | 094 85940          | Baudenkmal                   | Weitere Bilder |

## Ehemalige Denkmale
Die nachfolgenden Objekte waren ursprünglich ebenfalls denkmalgeschützt oder wurden in der Literatur als Kulturdenkmale geführt. Die Denkmale bestehen heute jedoch nicht mehr, ihre Unterschutzstellung wurde aufgehoben oder sie werden nicht mehr als Denkmale betrachtet. Mitunter sind Einzelobjekte aber noch immer Bestandteil eines geschützten Denkmalbereichs.

### Döschwitz
| Lage         | Bezeichnung    | Beschreibung | Erfassungs- nummer | Ausweisungsart | Bild |
| ------------ | -------------- | --- | ------------------ | -------------- | ---- |
| Mühlenweg 17 | Tagelöhnerhaus | Im Jahr 2017 erfolgte ein genehmigter Abbruch des Hauses. Noch im gleichen Jahr wurde es aus dem Denkmalverzeichnis ausgetragen. | 094 85275          | Baudenkmal     |      |

### Kretzschau
| Lage                   | Bezeichnung | Beschreibung                                                                                 | Erfassungs- nummer | Ausweisungsart | Bild |
| ---------------------- | ----------- | -------------------------------------------------------------------------------------------- | ------------------ | -------------- | ---- |
| Hauptstraße 45 (Karte) | Wohnhaus    | Wohnhaus 2022 nach Überprüfung der Denkmaleigenschaft aus dem Denkmalverzeichnis gestrichen. | 094 86026          | Baudenkmal     | BW   |

## Legende
In den Spalten befinden sich folgende Informationen:
- Lage: Nennt den Straßennamen und wenn vorhanden die Hausnummer des Kulturdenkmals. Die Grundsortierung der Liste erfolgt nach dieser Adresse. Der Link „Karte“ führt zu verschiedenen Kartendarstellungen und nennt die geographischen Koordinaten.
Link zu einem Kartenansichtstool, um Koordinaten zu setzen. In der Kartenansicht sind Baudenkmale ohne Koordinaten mit einem roten bzw. orangen Marker dargestellt und können in der Karte gesetzt werden. Baudenkmale ohne Bild sind mit einem blauen bzw. roten Marker gekennzeichnet, Baudenkmale mit Bild mit einem grünen bzw. orangen Marker.
- Offizielle Bezeichnung: Nennt den Namen, die Bezeichnung oder zumindest die Art des Kulturdenkmals und verlinkt, soweit vorhanden, auf den Artikel zum Objekt.
- Beschreibung: Nennt bauliche und geschichtliche Einzelheiten des Kulturdenkmals, vorzugsweise die Denkmaleigenschaften.
- Erfassungsnummer: Für jedes Kulturdenkmal wird in Sachsen-Anhalt eine 20stellige Erfassungsnummer vergeben. Die letzten zwölf Ziffern werden für die Untergliederung nach Teilobjekten genutzt und werden nur angegeben, soweit vergeben. In dieser Spalte kann sich folgendes Icon  befinden, dies führt zu Angaben zu diesem Baudenkmal bei Wikidata.
- Ausweisungsart: Die Einordnung des Denkmales nach § 2 Abs. 2 DenkmSchG LSA
- Bild: Ein Bild des Denkmales, und gegebenenfalls einen Link zu weiteren Fotos des Kulturdenkmals im Medienarchiv Wikimedia Commons. Wenn man auf das Kamerasymbol klickt, können Fotos zu Kulturdenkmalen aus dieser Liste hochgeladen werden: